# Far, jag kan inte få upp min kokosnöt
"Far, jag kan inte få upp min kokosnöt" (originaltitel "I've Got a Lovely Bunch of Coconuts") är en sång skriven av Fred Heatherton (musik) med svensk text av Povel Ramel. Den svenska originalinspelningen från 1950 gjordes av Povel Ramel, Martin Ljung (i rollen som "far") och Barbro Wilhelmsdotter-Rak. Den sjöngs in i Stockholm 31 augusti 1950 och utgavs på 78-varvaren HMV X 7654. "Far, jag kan inte få upp min kokosnöt" har bland annat sjungits i Allsång på Skansen.
I original är det en engelsk music hall-sång från 1944. Den spelades in av Freddy Martin 1949 och av Danny Kaye 1950.  Povel Ramel fick i uppdrag av sitt förlag Reuter & Reuter att skriva en text på svenska. Det är en mycket fri översättning — bara ordet coconuts/kokosnöt är kvar från originaltexten.
Sången spelas bland annat i filmen Mitt liv som hund från 1985. Melodin sjungs av Zazu i Lejonkungen från 1994. Sången har också tolkats av Björn Skifs.